# Cornelis J. Bute
Cornelis Johan Bute (* 22. Oktober 1889 in Arnhem; † 27. Juli 1979 in Den Haag) war ein niederländischer Organist, Carilloneur und Komponist.

## Leben
Bute war von Geburt an blind und besuchte seit seinem achten Lebensjahr die Blindenschule in Amsterdam. Seinen ersten Orgelunterricht erhielt er bei C. F. Hendriks jun., Klavierunterricht bei B. Idis. Er wurde bald Hilfsorganist der reformierten Gemeinde in Amsterdam. 1908 erhielt er eine Anstellung zur Aushilfe an der Grote of Sint-Walburgskerk in Zutphen, die zwei Jahre später in eine Festanstellung umgewandelt wurde. Seine Fertigkeit erlernte er im Wesentlichen als Autodidakt. 1928 legte er sein B-Diplom als Kirchen- und Konzertorganist ab. Später begann er noch ein Studium im Glockenspiel bei dem gleichfalls blinden Carilloneur Willem Créman und wurde 1950 zum Stadtcarilloneur von Zutphen ernannt.
Nach über sechzigjähriger Tätigkeit an der Walburgskerk in Zutphen nahm Bute 1968 seinen Abschied als Kirchenorganist. Als Konzertorganist hatte er eine Vorliebe für die deutsche und französische Romantik sowie für das Werk von Johann Sebastian Bach. Auch spielte er häufig Werke niederländischer Komponisten. Im Laufe der Jahre entwickelte er sich zu einem begabten Improvisateur. 1938 nahm er gemeinsam mit Anthon van der Horst, Hendrik Andriessen und Jan Mul am  ersten niederländischen Improvisationskonzert im Utrechter Dom teil.

## Werke
- Suite in ouden stijl (1944)
- Toccata over gezang 58 (1935)